# Petey Rosenberg
Alexander "Petey" Rosenberg (nacido el 7 de abril de 1918 en Filadelfia, Pensilvania y fallecido el 29 de julio de 1997 en Lansdowne, Pensilvania) fue un jugador de baloncesto estadounidense que disputó una temporada en la BAA, además de jugar en la ABL y la EPBL. Con 1,75 metros de estatura, jugaba en la posición de base.

## Trayectoria deportiva

### Universidad
Jugó durante su etapa universitaria con los Hawks de la Universidad de St. Joseph's, siendo junto con George Senesky y Matt Guokas los primeros jugadores procedentes de dicha institución en jugar en la BAA o la NBA.

### Profesional
En 1938, Eddie Gottlieb se lo llevó a jugar con los Philadelphia Sphas de la ABL, y en su primera temporada en el equipo fue el máximo anotador con 237 puntos (7,2 por partido) y octavo de la liga, en la que cayeron en las finales ante los New York Jewels.
Las dos temporadas siguientes los Sphas se hicieron con el campeonato, con Rosenberg liderando en 1942 la lista de máximos anotadores de la liga con 8,9 puntos por partido. En la siguiente temporada sólo pudo disputar 11 partidos debido al servicio militar, mientras que en las dos siguientes jugó cuatro partidos en total, permaneciendo en el equipo hasta 1946.
Al año siguiente, y con Gottlieb nuevamente en el banquillo, fichó por los Philadelphia Warriors de la recién creada BAA, con los que se proclamó campeón en su primera temporada, tras derrotar en las finales a los Chicago Stags por 4-1. Rosenberg colaboró con 2,9 puntos por partido.

#### Estadísticas en la BAA

##### Temporada regular
| Temporada | Edad | Equipo                | Liga | P  | TIT | MIN | TC  | TCA | %TC  | 3P | 3PA | %3P | TL  | TLA | %TL  | R.OF. | R.DEF. | REB | ASIS | ROB | TAP | PER | FP  | PTS |
| 1946-47   | 28   | Philadelphia Warriors | BAA  | 51 |     |     | 1.2 | 5.6 | .209 |    |     |     | 0.6 | 1.0 | .612 |       |        |     | 0.5  |     |     |     | 1.3 | 2.9 |
| Total     |      |                       | BAA  | 51 |     |     | 1.2 | 5.6 | .209 |    |     |     | 0.6 | 1.0 | .612 |       |        |     | 0.5  |     |     |     | 1.3 | 2.9 |

##### Playoffs
| Temporada | Edad | Equipo                | Liga | P | TIT | MIN | TC  | TCA | %TC  | 3P | 3PA | %3P | TL  | TLA | %TL  | R.OF. | R.DEF. | REB | ASIS | ROB | TAP | PER | FP  | PTS |
| 1946-47   | 28   | Philadelphia Warriors | BAA  | 9 |     |     | 0.1 | 1.3 | .083 |    |     |     | 0.0 | 0.3 | .000 |       |        |     | 0.3  |     |     |     | 0.4 | 0.2 |
| Total     |      |                       | BAA  | 9 |     |     | 0.1 | 1.3 | .083 |    |     |     | 0.0 | 0.3 | .000 |       |        |     | 0.3  |     |     |     | 0.4 | 0.2 |